# انتقام اسپارتاکوس
انتقام اسپارتاکوس (به انگلیسی: The Revenge of Spartacus) یا (به ایتالیایی: La veneta di Spartacus) (عنوان آمریکایی: انتقام گلادیاتورها) یک فیلم ایتالیایی محصول سال ۱۹۶۵ به کارگردانی میکله لوپو است. این فیلم با هفت برده علیه روم پشت سر هم فیلم‌برداری شد.

## هنرپیشگان
- راجر براون در نقش والریو
- اسکیلا گابل در نقش سینزیا
- جاکومو روسی-استوارت در نقش فولویوس
- دانیله وارگاس در نقش لوسیوس ترانسون
- ژرمانو لونگو در نقش مارسلوس
- جیانی سولارو
- فرانکو دی تروکیو
- جانپائولو روسمینو (در نقش جیمپائولو رزمینو)
- آلفیو کالتابیانو
- پیترو سکارلی
- پیترو ماراسکالچی
- ماریو نوولی
- نلو پازافینی (در نقش جیوانی پازافینی)
- کالیستو کالیستی
- آنتونیو کوروی
- گوردون میچل (در نقش آرمینیوس)

## یادداشت
1. ↑  http://www.cinema-nocturna.com/gordon_mitchell_chat.htm